# Gehnäll Persson

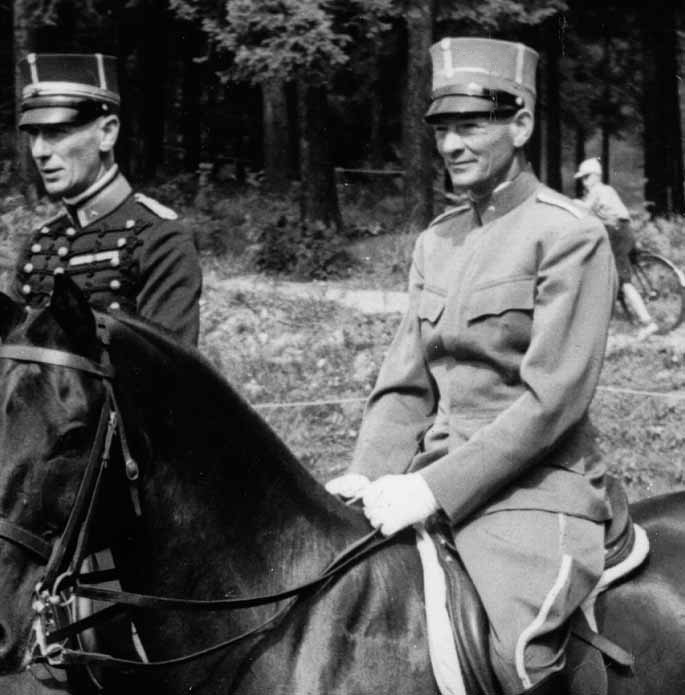
Gehnäll Persson montando a caballo en 1952.

Gehnäll Persson (21 de agosto de 1910-16 de julio de 1976) fue un militar y jinete sueco que compitió en la modalidad de doma. Participó en tres Juegos Olímpicos de Verano entre los años 1948 y 1956, obteniendo dos medallas, oro en Helsinki 1952 y oro en Estocolmo 1956.
En los Juegos Olímpicos de Londres 1948, el equipo ecuestre de Suecia que integraba Persson ganó con un amplio margen y recibió por ello la medalla de oro. Sin embargo al año siguiente se descubriría que el jinete había sido ascendido a teniente temporalmente para poder competir en el evento olímpico, siendo luego degradado a suboficial. Dado que en esa época la Federación Ecuestre Internacional tenía una regla que estipulaba que el único personal militar que podía competir eran los oficiales de las Fuerzas Armadas, y dado que el organismo sostenía que el ascenso en el escalafón militar de Persson había sido una mera maniobra realizada sólo para torcer las reglas a su favor, entonces el Comité Olímpico Internacional decidió quitarles la medalla de oro a los suecos.

## Palmarés internacional
| Juegos Olímpicos | Juegos Olímpicos     | Juegos Olímpicos | Juegos Olímpicos |
| Año              | Lugar                | Medalla          | Categoría        |
| ---------------- | -------------------- | ---------------- | ---------------- |
| 1952             | Helsinki (Finlandia) | Medalla de oro   | Por equipos      |
| 1956             | Estocolmo (Suecia)   | Medalla de oro   | Por equipos      |